# Melicope celebica
Melicope celebica är en vinruteväxtart som beskrevs av Thomas Gordon Hartley. Melicope celebica ingår i släktet Melicope och familjen vinruteväxter. Inga underarter finns listade i Catalogue of Life.